# Jean-Daniel Rohrer
Pour les articles homonymes, voir Rohrer.
Jean-Daniel Rohrer, né en 1960 à Tramelan (Suisse), est un artiste peintre canadien d'origine suisse. Il est membre de l'Académie royale des arts du Canada.

## Biographie
Œuvrant dans le domaine des arts graphiques avant de se consacrer entièrement à la peinture, il est diplômé du SAWI (Centre suisse d'enseignement de la publicité et de la communication) et est détenteur d'un brevet fédéral qu'il obtint en 1983.
Il immigre au Canada en 1989. Il vit et travaille à Montréal.

## Œuvre
L’artiste compte à son actif plus d'une centaine d'expositions solo et de groupe au Canada, aux États-Unis, en Europe et en Afrique. Il a réalisé le tableau Montréal, ville de paix, installé à l'Hôtel de Ville de Montréal ainsi que l’œuvre commémorative du 25e Grand Prix de Formule 1 du Canada. Rohrer a également créé la sculpture L’Homme de la Paix, installée au Palais des congrès d’Hiroshima au Japon. C'est pour marquer le dixième anniversaire de la signature du protocole pour une paix mondiale durable, le 24 octobre 2008, que le maire de Montréal a offert cette sculpture au maire d'Hiroshima. L'œuvre en bronze de deux mètres de hauteur, souligne dix années d’amitié et de contribution à la paix dans le monde. Déclinées à partir de cette œuvre importante, une centaine de sculptures en bronze de 22 cm de hauteur ont été fondues, chacune d’entre elles étant destinées à des invités de marque reçus par la ville de Montréal.
En 2010, ParallaxeFilms produit un documentaire sur le travail de Jean-Daniel Rohrer, « Le conteur d'images ». Ce film, présenté en sélection officielle au Festival international du film sur l'art  (FIFA) en 2010, a été réalisé par Julien Lombard. Lombard nous fait voyager dans l’univers de Jean-Daniel Rohrer et se questionne sur l’état actuel de l’art visuel au Québec, en enrichissant son documentaire  d’interventions de professionnels du domaine de l’art.
Rohrer réalise en 2016 la murale « Mundus Novus » installée à l'Aéroport International Pierre-Elliott Trudeau de Montréal et est reçu en 2017 comme membre de l'Académie royale des arts du Canada.

« Le langage plastique de Rohrer tient à la fois de l’univers graphique, de la chronique intemporelle et de la tradition picturale, à travers une recherche distinctive sur le traitement de la matière. Peinture, collage, lettres et chiffres tracés au pochoir, mixage de fragments de mémoire, signes, graphies et idéogrammes se cavalcadent. De cette complexité structurale émerge une œuvre inédite au caractère contrasté. »

— Louise-Marie Bédard, Anaphore et imagination

« L’œuvre de Jean-Daniel Rohrer s’apparente à un aide-mémoire. Elle n’est jamais figée dans une temporalité précise. Rohrer joue plutôt sur l’ambiguïté de la mémoire et de l’histoire, soit notre mémoire collective. En rayonnant à partir du cœur de ses toiles, il réalise progressivement une surface potentiellement chargée de signification. Ses récentes peintures évoquent l’histoire de l’Europe et les traditions amérindiennes ; elles les collectivisent d’une manière qui consiste à traiter la surface peinte comme un champ auquel on peut attribuer différentes significations. La surface de la toile est un champ qui comporte ses propres repères : lettres, marques de stencil, balises, photos et images-textes. Son œuvre fait appel à l’inconscient et à un univers dans lequel notre mémoire est déconnectée de l’humain, en raison de la manière dont les données – visuelles et verbales – sont désormais réunies. »

— John K. Grande, Le temps et sa texture

« Élément récurrent et qui tient lieu de fil conducteur, l'Homme est représenté par une figure qui revient en permanence, silhouette noire ou blanche  esquissée afin de ne pas livrer un portrait particulier, quelles que soient les spécificités du genre, d’ethnie, d’âge, ou de statut social. Cette représentation universelle, anthropologique, de l'être humain émeut par sa simplicité et sa stylisation parce que chacun peut s'y identifier, et n'est pas sans rappeler les sculptures d'un autre Suisse, Alberto Giacometti, qui suggèrent par leur apparence hiératique, étirée et frêle la même émotion d'universalité. »

— Albert Canier, Catalogue de l'exposition « Les traces »
Robert Bernier, auteur du livre d'art La peinture au Québec depuis les années l960 a écrit : « Jean-Daniel Rohrer est à l’image de l’acteur de talent : une éponge qui absorbe ce qui l’entoure et particulièrement ce qui le touche.»
« Il pense peinture nuit et jour, chaque seconde de sa vie cohabite avec le médium à peindre, il carbure au pigment et à l’image ».
(Les Éditions de l’Homme, (384 pages), pages 164-165, Canada 2002,  (ISBN 2-7619-1566-6))

## Expositions

### Solo
- 2025  Galerie Eureka, Abidjan (Côte d'Ivoire)[5]
- 2024  Ritz- Carlton, Montréal (Canada)
- 2023  Ritz- Carlton, Toronto (Canada)
- 2022  Thompson Landry Gallery, Toronto (Canada)
- 2022  Galerie Le Salon Art Club, Montréal (Canada)
- 2019  Galerie Éric Devlin, Montréal (Canada)
- 2018  Centre Culturel de Saint-Imier (Suisse)
- 2017 «La Grande Traversée du Saint-Laurent », résidence artistique à bord du navire CTMA (Canada)
- 2016  Galerie Éric Devlin, Montréal (Canada)
- 2015  Auberge  Saint-Gabriel, Montréal, (Canada)
- 2014  Galerie du Soleil, Saignelégier (Suisse)
- 2013  L'Europea, Montréal, (Canada)
- 2012  New City Gas, Montréal (Canada)
- 2012  Collège Lasalle (salle Jean-Paul Morin), au profit de la Fondation Suicide-action, Montréal (Canada)
- 2011  Espace 40, galerie d'art contemporain, Brossard (Canada)
- 2011  Galerie Soleil de M'Inuit, Morges (Suisse)
- 2009  Galerie Blanche, Montréal (Canada)
- 2008, Galerie Mark Hachem, Paris (France)
- 2008  Le Nelligan, Centre de diffusion d'art, Montréal (Canada)
- 2007  Anthony Curtis Gallery, Boston (USA)
- 2007  Galerie S-Dizier, Montréal (Québec)
- 2006  Centre des Arts de Shawinigan (Canada )
- 2006  Auberge  Saint-Gabriel, Montréal, (Canada)
- 2005  Pilar Shephard Art Gallery, Charlottetown (Canada)
- 2004  Galerie Saint-Dizier, Montréal (Canada)
- 2003  Galerie Port-Maurice, St-Léonard (Canada)
- 2001  Galerie Danielle Lambert, Outremont (Canada)
- 2000  Maison de la culture de l'Erguël, Saint-Imier (Suisse)
- 1999  Théâtre La Petite Licorne, Montréal (Canada)
- 1997  La Moulerie, Outremont (Canada)
- 1997  Bibliothèque Nationale du Québec, Montréal (Canada)
- 1997  Le Brise-Bise, Gaspé (Canada)
- 1997, Consulat général de Suisse, Montréal (Canada)
- 1986  Galerie d’art du Vieux-Montreux,  Montreux (Suisse)

### Groupe
- 2025,  REGARDS CROISÉS II, Afromusée/Musée Afro-Canadien, Montréal (Canada)
- 2025,  Abidjan Art Week, Galerie Eureka, Abidjan (Côte d'Ivoire)[5]
- 2025, « Miniature », Galerie MËL, Montréal (Canada)
- 2024, « Incognito », Galerie du Soleil, Saignelégier (Suisse)
- 2024,  REGARDS CROISÉS - Galerie Objet Unique (Fondation BJKD), Abidjan (Côte d'Ivoire)
- 2024,  Biennale XL6, Maison de la culture du Plateau Mont-Royal, Montréal (Canada)
- 2024,  L'HEURE BLEUE - Galerie Le Salon Art Club, Montréal (Canada)
- 2022,  SCOPE MIAMI BEACH ART FAIR (représenté par la galerie Gitana Rosa New York), Miami (USA)
- 2022,  PAPIER, foire d'art contemporain (représenté par la galerie Eric Devlin), Montréa (Canada)
- 2022,  Biennale XL5, Maison de la culture du Plateau Mont-Royal, Montréal (Canada)
- 2022,  Song-Word Art House gallery, Los Angeles (USA)
- 2021,  PAPIER, foire d'art contemporain (représenté par la galerie Eric Devlin), Montréal (Canada)
- 2021,  Thompson Landry Gallery, Toronto (Canada)
- 2021,  Galerie Le Salon Art Club, Montréal (Canada)
- 2020,  Thompson Landry Gallery, Toronto (Canada)
- 2019, « Incognito », Galerie du Soleil, Saignelégier (Suisse)
- 2018, « Unis Vert l'Art », Le Livart centre d'art, Montréal (Canada)
- 2018, « Unis Vert l'Art », Fairmont Hôtel Queen Elizabeth, Montréal (Canada)
- 2017, « Collectif XL4 », MAI (Montréal arts interculturels), Montréal (Canada)
- 2017, « Noir & blanc », Centre d'art Le Livart, Montréal (Canada)
- 2016, « Les baleines au Soleil », Galerie du Soleil, Saignelégier (Suisse)
- 2016, Gitana Rosa Gallery,New York (USA)
- 2015, « Incognito », Galerie du Soleil, Saignelégier (Suisse)
- 2015, Foire d'art MURAL, Montréal (Canada)
- 2015, Espace culturel Mushagalusa, Montréal (Canada)
- 2015, Rohrer-Barbeau-Hacket-Neboit-TJ, Espace 40, Montréal (Canada)
- 2015, Collectif XL3, exposition de type colossal, Montréal (Canada)
- 2015, Les Impatients, Centre Wellington, Verdun, Canada
- 2014, « Sans-papiers », Espace 40, Montréal (Canada)
- 2014, Spazio dell'Arte Gallery, Toronto (Canada)
- 2014  « Juicy », Gitana Rosa Gallery, Brooklyn, New York (USA)
- 2014, TIAF, Toronto International Art Fair (Canada)
- 2014, « Duo », L'Espace Créatif,  Montréal (Canada)
- 2014, Galerie Zephyr,  Montréal (Canada)
- 2014, Espace 40, Brossard (Canada)
- 2013, « Incognito », Galerie du Soleil, Saignelégier (Suisse)
- 2013, TIAF, Toronto International Art Fair (Canada)
- 2013, Espace 40 Mile-End, Montréal  (Canada)
- 2013, « Genèse », Midnigth Sun Gallery art contemporain, Morges (Suisse)
- 2013, Galerie Zephyr, « Accrochage », Montréal (Canada)
- 2013, « MONSTRA », présenté par Decover Magazine, Église Ste-Brigide, Montréal (Canada)
- 2013, Collectif XL 2.0, exposition de type colossal, Montréal (Canada)
- 2013, « 100 % papier », Espace 40, galerie d'art contemporain, Brossard (Canada)
- 2012, Suite 60, Trois-Rivières (Canada)
- 2012, Sala Rossa, « Hommage à Richard Desjardins » Montréal (Canada)
- 2012, « God save the Queen !! », présenté par Decover Magazine, Montréal (Canada)
- 2012  Gitana Rosa Gallery, Brooklyn, New York (USA)
- 2012  Maison de la culture du Plateau Mont-Royal, « Collectionner », présentation de la collection Hénot-Therrien, Montréal (Canada)
- 2012, Pavillon de District Griffin, Griffintown, Montréal ( Canada )
- 2012   Espace 40, galerie d'art contemporain, Brossard (Canada)
- 2011  Thompson Landry Gallery, Toronto (Canada)
- 2011  Pilar Shephard Art Gallery, Charlottetown (Canada)
- 2011  Maison de la culture de l'Erguël, Saint-Imier (Suisse)
- 2010  Thompson Landry Gallery, Toronto (Canada)
- 2010  Consulat général de Suisse à Montréal (Canada)
- 2009  Hiroshima Peace Memorial Museum (Japon)
- 2009  International Art Fair London, Londres (UK)
- 2009  Galerie Mark Hachem, Paris (France)
- 2009  Thompson Landry Gallery, Calgary (Canada)
- 2009  PalmBeach3 Contemporary Art Fair, Florida (USA)
- 2009  Galerie Michel Biguë, Saint-Sauveur (Canada)
- 2008  Mark Hachem Gallery, New York (USA)
- 2008 Art Miami, Miami (USA)
- 2008, Galerie Vivendi, Paris (France)
- 2008  TIAF, Toronto International Art Fair (Canada)
- 2008, Galerie Illico, Trois-Rivières (Canada)
- 2008  Toronto Art Expo, Toronto (Canada)
- 2007  Galerie Attakus, Montréal (Canada)
- 2007  Agora Gallery, New York (USA)
- 2006  Galerie d’art Saint-Laurent, Lévis (Canada)
- 2006  Galerie d’art Illico, Trois-Rivières (Canada)
- 2006  Casino de Montréal (Canada),
- 2005  Pilar Shephard Art Gallery, Charlottetown (Canada)
- 2005  Galerie Artus, Montréal (Canada)
- 2005  Fondation Jeunes musiciens du monde, Montréal (Canada)
- 2005  Artuel, Montréal (Canada)
- 2004, Fondation Farha, Montréal (Canada)
- 2004  25e anniversaire de la Galerie Port-Maurice, St-Léonard (Canada)
- 2003, Galerie Saint-Dizier, Montréal (Canada)
- 2002  Galerie [ SAS ], Montréal (Canada)
- 2001  Galerie Danielle Lambert, Outremont (Canada)

## Collections
- Aéroports de Montréal - ADM (Canada)
- Ville de Montréal (Canada)
- Ville de Hiroshima (Japon )
- Veuve Clicquot Ponsardin, Reims ( Groupe LVMH - France )
- Collection Pierre Lassonde (Canada)
- Desjardins gestion d’actifs (Canada)
- Caisse centrale Desjardins (Canada)
- Collection Hénot-Therrien, Montréal (Canada)
- Domaine viticole de Chantegrive (Suisse)
- Interbrew (Russie)
- Abilis (Canada))
- The James Duffy Corp., Philadelphie ( USA )
- Banque Nationale du Canada
- Banque Laurentienne du Canada
- Partenaires Cartier ( Canada )
- Cogir (Canada)
- Gowlings cabinet d'avocats (Canada)
- Groupe TVA (Canada)
- Hostellerie Rive Gauche (Canada)
- Nespresso Canada
- Towers Perrin (Canada)
- IMS Canada
- State Street Trust Co. Canada
- Sono Video (Canada)
- Brasserie Labatt ( Canada )
- Bota Bota, Montréal (Canada)
- Gazette officielle des Affaires (Canada )
- Canadien National
- BCE-Emergis ( Canada )
- Grand Prix de Formule 1 du Canada
- Brasserie Molson (Canada)
- Imperial Tobacco (Canada)
- Borgata Hotel Casino Atlantic City ( USA )
- Groupe Antolopoulos (Canada)
- Auberge Saint-Gabriel, Montréal (Canada)
- Jeune Chambre de Commerce de Montréal (Canada )
- Groupe Allegro (Canada)
- Medicare inc. Canada
- Musée de Saint-Imier ( Suisse )
- Provalis Research Canada
- Trioomph (Canada)
- Groupe Petra (Canada)
- Restaurant chez Vallier, Montréal (Canada)
- REZO (Canada)
- Desjardins Valeurs Mobilières (Canada)
- Ferland Marois Lanctot, cabinet d'avocats (Canada)
- McKesson Canada (Canada)
- Cirque du Soleil (Canada)
- Les Rôtisseries Saint-Hubert (Canada)
- Scotia Mcleod (Canada)
- Spinelli (Canada)
- Suicide Action Montréal (Canada)
- L'Union canadienne, compagnie d'assurances
- Langlois Kronström Desjardins (Canada)
- Fuller Landau Montréal (Canada)
- MACLÉ Montréal (Canada)
- prdsa avocats, Montréal (Canada)
- Clinique Thomas Ems, Cologne (Allemagne)
- Hôtel Quintessence Mont-Tremblant (Canada)
- Maison Carrier Besson (Canada)
- UBISOFT(Canada)
- L'Europea, Montréal (Canada)

## Reconnaissances
- 2024, résidence artistique « Regards croisés/Québec-Côte d'Ivoire », organisé par l'Afro-Musée de Montréal et la Fondation BJKD à Abidjan
- 2017, édition d'une monographie, « Jean-Daniel Rohrer », Éditions Robert Bernier, Canada, 286 pages, textes de Robert Bernier, Françoise Beeler, Gil Baillod, Denis Rohrer,ISBN ° 9782981711106 (2981711105), parution en librairie en janvier 2018
- 2017, reçu comme membre de l'Académie royale des arts du Canada
- 2017, commande d'un tableau par le groupe LVMH pour la maison de champagne Veuve Clicquot pour son château à Reims
- 2017, résidence artistique sur le navire CTMA dans le cadre de « La Grande Traversée du Saint-Laurent » en collaboration avec l'organisation du 375e anniversaire de la Ville de Montréal
- 2016, installation de la murale « Mundus Novus » à l'Aéroport International Pierre-Elliott Trudeau de Montréal (Canada)
- 2010, sélection officielle du documentaire « Le conteur d’images - une incursion dans l'univers de Jean-Daniel Rohrer » à  la 28e édition du Festival international du Film sur l’art (FIFA 2010)
- 2008, artiste choisi pour la création de la sculpture « L’homme de la paix », commande de la Ville de Montréal, Canada (sculpture offerte à la Ville de Hiroshima, Japon, installée au Palais des Congrès de Hiroshima )
- 2007, artiste choisi pour la création du tableau « Montréal, ville de paix », installé à l'Hôtel de Ville de Montréal, Canada
- 2007, soutien de la Délégation du Québec à Boston, pour l’exposition à la galerie Anthony Curtis, Boston, États-Unis
- 2006, Grand prix du jury et obtention d’une bourse, Symposium des Rivières 2006, remis par la Ville de Sherbrooke, Canada
- 2006, appui financier du Ministère de la Culture et Communications du Québec et de la Ville de Shawinigan pour l'exposition « L'inspiration suisse » au Centre culturel de Shawinigan, Canada
- 2003, artiste choisi pour la création du tableau officiel « YUL » à l'occasion du 25e anniversaire du Grand prix du Canada
- 2000, parrainage de l'Ambassade du Canada en Suisse pour une exposition solo à la Maison de la culture de l'Erguël, Saint-Imier (Suisse)

## Galerie

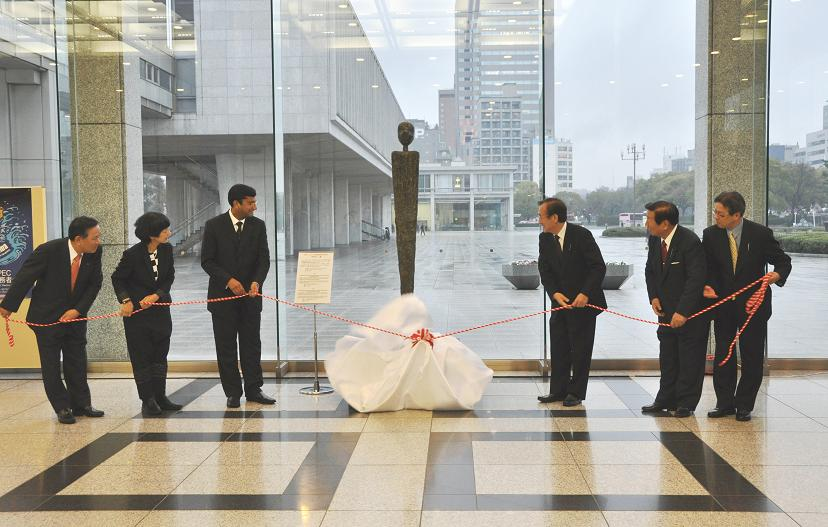
Dévoilement de la sculpture « L'Homme de la Paix, Hiroshima, Palais des congrès, 26 février 2010.